# Лопес де Когольюдо, Диего
Дие́го Ло́пес де Коголью́до (исп. Diego López de Cogolludo; 1613—1665) — испанский историк Мексики и Юкатана, миссионер, монах ордена францисканцев. Родом из Алькала-де-Энарес, где 31 марта 1629 года в монастыре San Diego de Alcalá он пополнил ряды францисканского ордена. Отправился в Юкатан в качестве преподавателя теологии, позднее стал настоятелем монастыря Сан-Франсиско в Мериде, вершиной его карьеры стал пост провинциала Юкатана — главы францисканского ордена этой епархии.
Когольюдо известен как автор «Истории Юкатана» (Historia de Yucatán), опубликованной в Мадриде в 1688 году. В этой работе подробно излагается вся история Юкатана после испанского завоевания, включая конкисту, обращение в христианство индейцев, биографию Диего де Ланда, нашествия английских пиратов и т. д. В качестве источников этого труда Когольюдо упоминает «Сообщение о делах в Юкатане» де Ланда, «Историю Юкатана» Бернардо де Лисана (Bernardo de Lizana) и «Индейскую монархию» Хуана де Торкемада (1557? — 1624). Работа прошла цензуру инквизиции, и была признана пригодной для публикации. Однако труд Когольюдо был забыт, и впервые переиздан в 1842 года.

## Публикации

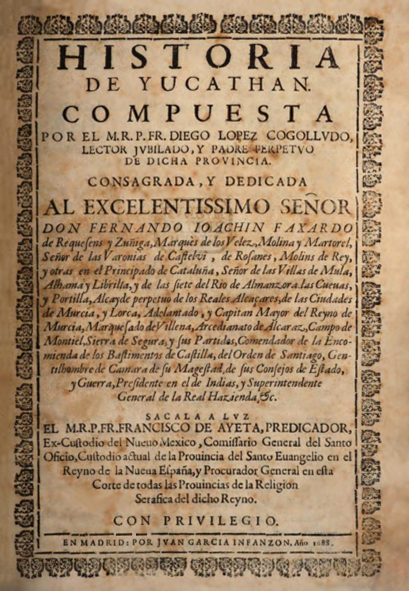
Первая страница книги «Historia de Yucatán»

- De orden de V. A. he leido con especial cuydado el Libro intitulado : Historia de Yucathán, compuesto por el M. R. Padre Fr. Diego Lopez Cogolludo, Lector jubilado y padre perpetuo de dicha Provincia del Orden Serafico de mi Gran Padre San Francisco : y assentando con el Grande Agustino en el segundo libro de Doctrina Christiana, que la Historia debe referir con fidelidad los sucessos passados y ordenarle á la comun utilidad, y enseñança : Historia facta derat fideliter, acque utiliter." Madrid, 1688.

Полный текст на испанском яз.: http://www.famsi.org/reports/96072/cogolludtm1.htm

## Публикации на русском языке
- Талах В.Н., Куприенко С.А. Америка первоначальная. Источники по истории майя, науа (астеков) и инков / Ред. В. Н. Талах, С. А. Куприенко.. — Киев: Видавець Купрієнко С.А., 2013. — 370 с. — ISBN 978-617-7085-00-2.